# Schwarze Strandammer
Die Schwarze Strandammer (Ammospiza maritima nigrescens) ist eine ausgestorbene Unterart der Strandammer innerhalb der Familie der Neuweltammern.

## Beschreibung
Die Schwarze Strandammer erreichte eine Länge von 15 Zentimetern. Die Oberseite war schwarz und grauoliv gesäumt. Der Bauch war weiß mit auffälligen schwarzen Streifen. Die Zügel waren hellgelb. Der Schwanz und die Flügel waren schwarz mit hell olivgelben Säumen.
Die Geschlechter sahen gleich aus.

## Verbreitung und Lebensraum
Die ursprüngliche Verbreitung reichte von Neuengland ins südliche Florida und westlich bis zur Golfküste. Durch den Einsatz von DDT verdrängt, lebten die letzten 894 Paare seit den 1950er-Jahren in den Salzmarschen und Savannen auf Merritt Island und im St. Johns National Wildlife Refuge im Brevard County in Florida.

## Lebensweise
Die Schwarze Strandammer war ein Standvogel. Die Brutzeit war von März bis August. Die Eier wurden in 12 bis 13 Tagen ausgebrütet und die Jungen 9 Tage von beiden Eltern versorgt. Weitere zwei Wochen verbrachten die Jungvögel im Revier der Eltern, bevor sie von den Männchen vertrieben wurden. Die erste Mauser war im Spätaugust und im November bekamen die Jungvögel das Erwachsenengefieder. Die Schwarze Strandammer ernährte sich von Grashüpfern, Grillen und Spinnentieren.

## Aussterben
Der Rückgang der Schwarzen Strandammer begann 1942 durch die Eindämmung der Marschen, Trockenlegung der Flussauen und kontrollierte Buschfeuer. Der Einsatz von DDT zur Stechmückenbekämpfung löschte 70 % der Strandammerpopulation aus, so dass 1953 nur noch 894 Paare überlebt hatten. Maßnahmen zum Schutz der Schwarzen Strandammer wie die Einrichtung des St. Johns National Wildlife Refuge schlugen fehl, so dass 1963 nur noch 70 Paare existierten. 1969 wurden nur noch 35 Paare nachgewiesen. 1975 wurde das letzte Weibchen beobachtet und 1979 gab es nur noch 6 Exemplare. 1986 existierte nur noch ein Männchen namens „Orange Band“, das auf einem Auge blind war. Es starb am 18. Juni 1987 in menschlicher Obhut im Walt Disney World Resort. Am 12. Dezember 1990 wurde die Schwarze Strandammer offiziell für „ausgestorben“ erklärt.